# Ле-Кастера
Ле-Кастера́ (фр. Le Castéra, окс. Le Casterar) — коммуна во Франции, находится в регионе Юг — Пиренеи. Департамент — Верхняя Гаронна. Входит в состав кантона Кадур. Округ коммуны — Тулуза.
Код INSEE коммуны — 31120.

## География

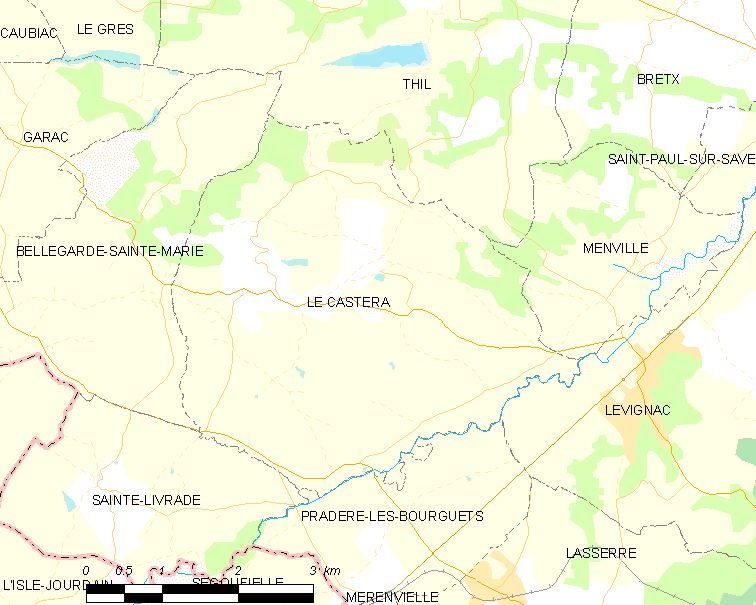
Карта коммуны

Коммуна расположена приблизительно в 590 км к югу от Парижа, в 26 км к западу от Тулузы.
На юго-востоке коммуны протекает река Сав.

## Климат
Климат умеренно-океанический. Зима мягкая и снежная, весна характеризуется сильными дождями и грозами, лето сухое и жаркое, осень солнечная. Преобладают сильные юго-восточные и северо-западные ветры.

## Население
Население коммуны на 2010 год составляло 787 человек.
| 1962 | 1968 | 1975 | 1982 | 1990 | 1999 | 2010 |
| ---- | ---- | ---- | ---- | ---- | ---- | ---- |
| 362  | 322  | 305  | 395  | 455  | 596  | 787  |

## Администрация
| Период | Период | Фамилия       | Партия                  | Примечания |
| ------ | ------ | ------------- | ----------------------- | ---------- |
| 2001   | 2008   | Иван Виньер   |                         |            |
| 2008   | 2020   | Иван Гонзалез | Социалистическая партия |            |

## Экономика
В 2010 году среди 506 человек трудоспособного возраста (15—64 лет) 389 были экономически активными, 117 — неактивными (показатель активности — 76,9 %, в 1999 году было 72,4 %). Из 389 активных жителей работали 362 человека (202 мужчины и 160 женщин), безработных было 27 (10 мужчин и 17 женщин). Среди 117 неактивных 44 человека были учениками или студентами, 40 — пенсионерами, 33 были неактивными по другим причинам.

## Достопримечательности
- Церковь Св. Иоанна (XIV век). Исторический памятник с 1979 года[4]
- Церковь Сент-Этроп
- Часовня Св. Симфориана